# Viridiana
Viridiana (titlul original: în spaniolă Viridiana) este un film dramatic hispano-mexican, realizat în 1961 de regizorul Luis Buñuel, după romanul Halma al scriitorului Benito Pérez Galdós, protagoniști fiind actorii Silvia Pinal, Francisco Rabal, Fernando Rey și Margarita Lozano. 

## Conținut
Înainte de a deveni călugăriță la mănăstire, tânăra novice Viridiana este îndemnată să-și mai viziteze o dată unchiul, marele proprietar Don Jaime. Acesta a ajutat-o financiar pentru întreținerea ei, dar niciodată nu a avut personal grijă de ea. 
Însinguratul Don Jaime constată că Viridiana arată uimitor de asemănător cu soția sa, care a murit în urmă cu zeci de ani, în noaptea nunții lor. El încearcă să o convingă pe Viridiana să rămână mai mult la el, dar ea insistă să se întoarcă cât mai curând la mănăstire. 
În seara dinaintea plecării, Don Jaime i-a cerut Viridianei să îmbrace rochia de mireasă a soției decedate, lucru pe care ea îl face. În această seară, Don Jaime îi mărturisește Viridianei dragostea pentru ea, cerându-i să devină soție și să rămână pentru totdeauna cu el, dar refuzul vehement al Viridianei nu lasă nicio speranță în vederea realizării acestei propuneri. Cu ajutorul menajerei Ramona, Don Jaime o narcotizează și o duce la culcare în dormitorul său. A doua zi, el susține că a violat-o, zicând aceasta în speranța că Viridiana, din cauza presupusei pierderi a virginității, nu ar mai fi considerată potrivită ca mireasă a lui Christos, prin urmare va rămâne cu el. Viridiana însă insistă asupra plecării ei imediate. Când să urce în autobuz, este înștiințată de poliție: Don Jaime s-a spânzurat de un pom din livada sa!
În testamentul lăsat, Don Jaime îi numește ca moștenitori atât pe Viridiana cât și pe Jorge, fiul său nelegitim. În timp ce Jorge, care deși a sosit împreună cu prietena sa Lucia, totuși a pus ochii pe Viridiana, vrea să reabiliteze proprietățile care de-a lungul timpului au ajuns în paragină, iar Viridiana se dedică ajutorării și îngrijirii săracilor. Astfel ea adună la conac o mulțime de cerșetori și vagabonzi, oferindu-le hrană și adăpost.
Când noii proprietari pleacă la notar într-o localitate mai îndepărtată, cerșetorii profită de ocazie să organizeze o monstruoasă orgie între ei, se îmbată și vandalizează casa, fiind surprinși de proprietarii întorși pe neașteptate. Unul dintre cerșetori îl doboară pe Jorge, altul încearcă să o violeze pe Viridiana, tânăra lor binefăcătoare. Poliția sosită la chemarea slujnicei Ramona, reușește să împiedice o catastrofă și mai mare.
Deziluzionată, Viridiana care îl surprinde pe Jorge făcându-i avansuri indubitabile Ramonei, se așează cu ei la masă. Filmul se încheie cu acest sugestiv joc în trei, Viridiana, Ramona și Jorge jucând cărți împreună.

## Culise
Filmul prezintă contrastul dintre evlavia și moralitatea catolică cu realitatea, acestea nefiind întotdeauna compatibile. Zelul religios al Viridianei de exemplu, merge atât de departe încât ea poartă o coroană de spini în bagajul său, dar pe de altă parte, ea nu reușește să înțeleagă starea emoțională a unchiului ei. Deși oferă multă atenție cerșetorilor și se roagă adesea împreună cu ei, nu poate prevedea că dorințele lor într-o bună zi nu se vor mai limita la cuvintele bune, pâinea primită și rugăciuni. 
Scena finală a fost planificată inițial de a arăta doar pe Viridiana și Jorge jucând cărți, dar acest lucru li s-a părut apărătorilor oficiali spanioli ai moralității prea intim, așa că au decis să pună la masă o a treia persoană. Cenzorilor le-a scăpat însă că acum era insinuat un ménage à trois, pentru că la urma urmei Jorge folosise jocul de cărți înainte de venirea Viridianei, doar ca scuză (pentru a nu fi recunoscute tentativele sale de apropiere de Ramona) și astfel aceasta acționează ca o metaforă legată de erotism.
Filmul Viridiana este ca și Îngerul exterminator, un monument al urii și al voluptății de a distruge. Ținta loviturilor înverșunate ale regizorului o constituie religia, tot ceea ce credința și morala creștină consideră a fi sfânt, Buñuel ajungând la o aglomerare de orori și monstruozități care continuă, delirant, tradițiile de coșmar ale Capriciilor lui Goya...; rochia și lenjeria de mireasă a logodnicei moarte demult (haine cu care bătrânul unchi, ca într-un fel de ritual vicios, o îmbrăcase pe nepoată înainte de a încerca să o posedeze), încap în cele din urmă pe mâna leprosului, împodobit cu vălurile și corsetul alb, el dansează un dans hidos în acordurile 
Oratoriului de Händel; ospățul borfașilor copiază imaginea Cinei cea de taină a lui da Vinci.

## Distribuție
- Silvia Pinal – Viridiana, o tânără novice care vizitează unchiul
- Francisco Rabal – Jorge, fiul lui Don Jaime
- Fernando Rey – Don Jaime, un hidalgo văduv, unchiul Viridianei
- José Calvo – Don Amalio, un cerșetor
- Margarita Lozano – Ramona, slujnica lui Don Jaime
- José Manuel Martín – „El Cojo”, cerșetorul șchiop
- Victoria Zinny – Lucia, logodnica lui Jorge
- Luis Heredia – „El Poca”, un cerșetor
- Joaquín Roa – Don Zequiel, un cerșetor
- Lola Gaos – Enedina, o cerșetoare
- María Isbert – „La Cancionera”, o cerșetoare câtăreață (ca Maruja Isbert)
- Teresa Rabal – Rita, (ca Teresita Rabal)
- Juan García Tienda – José, cerșetorul lepros
- Sergio Mendizábal – „El Pélón”, un cerșetor
- Alicia Jorge Barriga – „La Eren”, cerșetoarea pitică
- Milagros Tomas – Refugio, un cerșetor
- Palmira Guerra – „La Jardinera”, o cerșetoare
- Joaquin Mayol – Paco, un cerșetor
- Francisco René – Moncho, servitorul bătrân a lui Don Jaime

## Premii
- 1961: Palme d'Or la Festivalul Internațional de Film de la Cannes